# Miquelon-Langlade

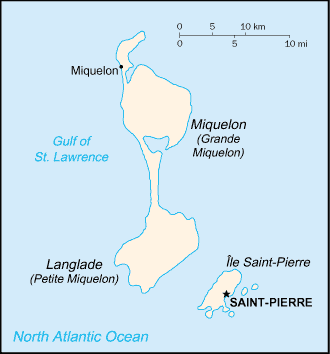
Saint-Pierre és Maquelon térképe Kanadától keletre. Grande (Nagy) Miquelon-hoz hapcsolódik északra az apró Le Cap és délre Petite Miquelon, másképp Langlade és közöttük a földszorosok

Miquelon-Langlade Saint-Pierre és Miquelon két települése közül a kisebb népességű, Miquelon-Langlade földszorosai a három szigetből egyet képeznek.

## Földrajz
A szigetek Új-Fundland déli partjai közelében találhatók, a legközelebbi szárazföldtől 22 km-re nyugatra.
A terület három szigetből áll, amiket homokdűnékből álló földszorosok kötnek össze. Saint Pierre, ami különálló terület, függetlenül áll tőlük. Az ide tartozó szigetek: Le Cap, Miquelon, Langlade. A Miquelon-nak nevezett település a Le Cap szigeten van. A középső szigetnek, Miquelonnak a Grand Barachios nevű lagúnája nagy fókanépességnek és egyéb tengeri állatnak szolgál menedékül, sokan odalátogatnak a változatos madárnépesség megfigyelésére is.

## Demográfia
A 2006-os népszámlálás szerint Miquelon (Grande Miquelon) felső csúcsára, Miquelon helységre tömörült lakossága 615 fő volt. Langlade-en csak egyetlen személy lakott. (Az angol Wikipédia adata). A népesség jelentős része baszk és breton származású.

## Közlekedés
A szigetek között van hajóközlekedés is, de a Miquelon repülőtér és Saint-Pierre repülőtere között van rendszeres légiforgalom is.

## Fordítás
- Ez a szócikk részben vagy egészben  a   Miquelon-Langlade című angol Wikipédia-szócikk fordításán alapul.  Az eredeti cikk szerkesztőit annak laptörténete sorolja fel. Ez a jelzés csupán a megfogalmazás eredetét és a szerzői jogokat jelzi, nem szolgál a cikkben szereplő információk forrásmegjelöléseként.